# Gmina Sperry

Położenie Gminy Sperry w hrabstwie Clayton

Gmina Sperry (ang. Sperry Township) – gmina w USA, w stanie Iowa, w hrabstwie Clayton. Według danych z 2000 roku gmina miała 534 mieszkańców, a jej powierzchnia wynosi 94,22 km².